# Kirkel-Neuhäusel
Kirkel-Neuhäusel ist neben Altstadt und Limbach einer der drei Ortsteile der Gemeinde Kirkel im saarländischen Saarpfalz-Kreis. Bis Ende 1973 war Kirkel-Neuhäusel eine eigenständige Gemeinde im Landkreis Homburg.

## Lage
Kirkel-Neuhäusel liegt im Osten des Saarlandes zwischen Limbach, Rohrbach und Lautzkirchen.

## Geschichte
Spuren von Gebäuden weisen auf eine Bebauung in römischer Zeit hin.
Der Ursprung von Kirkel-Neuhäusel geht auf das Dorf „Volkerskirchen“ zurück, das aus einigen wenigen Bauernhöfen rund um die Volkerskirche bestand. Eine erste urkundliche Erwähnung von „Volkardskirchen“ ist aus dem Jahr 1172, es wird jedoch angenommen, dass diese Siedlung wesentlich älter war. „Volkerskirche“ bedeutet „die Kirche eines Volkhart“ und geht auf einen fränkischen Adligen namens „Volkhart“ oder „Volker“ zurück, der diese vermutlich im 8. oder 9. Jahrhundert errichtet hat. Das Dorf Kirkel entstand im Spätmittelalter am Fuße des Burghügels.
In der Karte von Tilemann Stella von 1564/65 sind „Kirkel“ und „Volckerkirche“ eingezeichnet und Stella vermerkte in seinen Aufzeichnungen von 1564: „Im 26. Hauptgrund ist Volkerskirchen gelegen, welches aber abgegangen ist, dieweil seine Einwohner alle unter Kirkel in den Tal gezogen sind, ist nun der Kirkeler Pfarrkirch und ihr Begräbnis.“ Es bestand also 1564 nur noch die Kirche, die weiter als Pfarrkirche von Kirkel diente. Die Kirche stand am ehemaligen alten Friedhof an der Neunkircher Straße. Sie wurde 1879 nach Errichtung der neuen protestantischen Kirche abgebrochen.
Um 1700 ließ der Schultheiß Bernhard Leibrock in der Nähe der Kirche ein Haus bauen. Weil das neue Anwesen für die damalige Zeit ungewöhnlich groß war, nannten es die Kirkeler spöttisch „das neue Häusel“ woraus ab 1710 kurz „Neuhäusel“ wurde.

### Burg Kirkel
Die Burg Kirkel wurde 1075 erstmals urkundlich erwähnt, ihre Anfänge reichen jedoch wahrscheinlich noch weiter zurück. Sie liegt auf einem dem Waldgelände vorgelagerten kreisrunden Bergkegel (dem 307 m ü. NN hohen Schlossberg) und diente vornehmlich zur Überwachung der an dessen Fuß vorbeiführenden Geleitstraße, die von Metz über Saarbrücken und Kaiserslautern zum Rhein führte und ab 1806 unter Napoleon von Paris bis Mainz ausgebaut wurde und seither als Kaiserstraße bezeichnet wird.

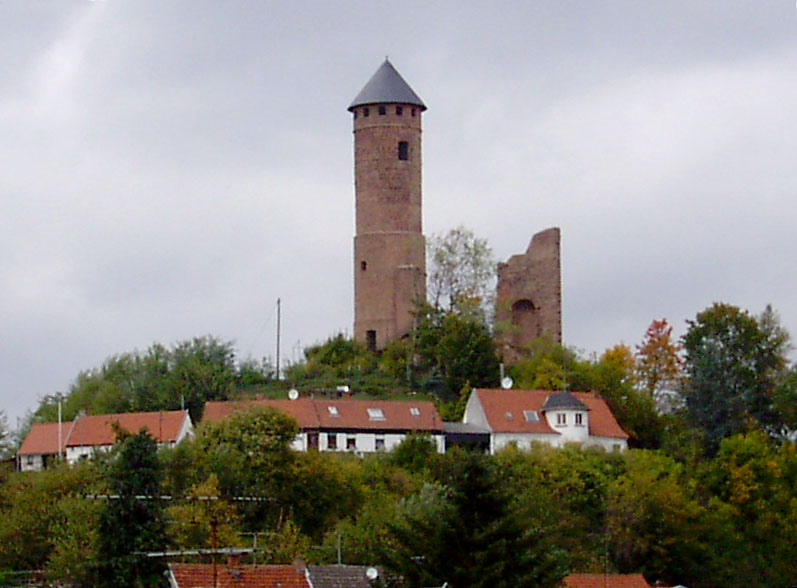
Ruine der Burg Kirkel

Die Burg war zunächst recht einfach gebaut. Erst im Laufe der nächsten Jahrhunderte wurde sie zu einer wehrhaften Feste ausgebaut. Anfang des 12. Jahrhunderts gelangte die Burg in den Besitz der Grafen von Saarwerden. Von 1214 bis 1386 besaßen die Herren von Kirkel die Burg als Reichslehen. Im 13. Jahrhundert erfolgte der Bau des kleinen und des runden Turmes. Von 1410 bis 1793 gehörte sie den Herzögen von Zweibrücken, von denen namentlich Johann I. die Anlage Ende des 16. Jahrhunderts erneut umbaute und erweiterte. Die Burg erhielt dadurch einen schlossähnlichen Charakter.
Nach mehreren Bränden wurde die Burg im Sommer 1689 endgültig zerstört. Heute sind nur noch einige Ruinenteile erhalten. Der runde Turm wurde im Jahr 1955 renoviert. Die weithin sichtbare Burgruine ist das Wahrzeichen von Kirkel-Neuhäusel.

### Zweiter Weltkrieg
In den frühen Morgenstunden des 13. März 1945 griffen Jagdbomber Kirkel und Rohrbach an. Am frühen Nachmittag des 13. März 1945 wurde unter anderem das oberhalb zwischen Rohrbacher Siedlung und Geistkircherhof im Wald gelegene Munitionslager bombardiert.

### Saarländische Gebiets- und Verwaltungsreform
Bis Ende 1973 war Kirkel-Neuhäusel eine eigenständige Gemeinde und wurde im Zuge der Saarländischen Gebiets- und Verwaltungsreform am 1. Januar 1974 mit Limbach und Altstadt zur neuen Gemeinde Kirkel zusammengeschlossen. Ein Gebietsteil der Gemeinde Kirkel-Neuhäusel (Eschweilerhof) wurde in die Stadt Neunkirchen/Saar umgegliedert.
Seit 1997 ist Kirkel-Neuhäusel staatlich anerkannter Erholungsort.

## Einwohner

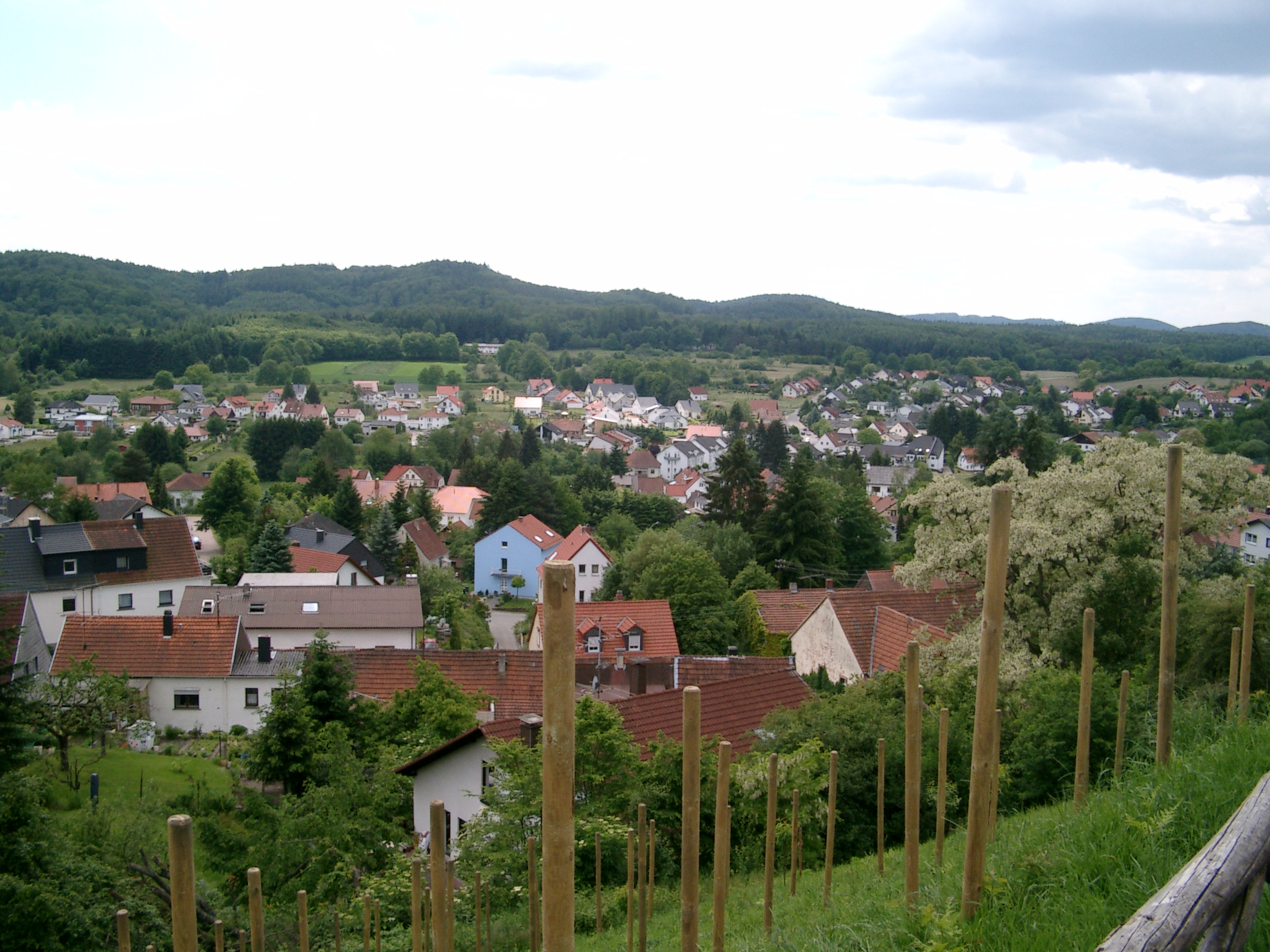
Blick auf Kirkel

Am 31. Dezember 2012 hatte Kirkel-Neuhäusel 4437 Einwohner, davon 2220 männlich und 2217 weiblich. Von den Einwohnern sind  4318 Deutsche und 119 Ausländer. Die Religionszugehörigkeit beträgt 1745 römisch-katholisch, 1842 evangelisch, 155 sonstige und 695 ohne Religion.

## Verkehrsanbindung

### Straßenverkehr
Kirkel-Neuhäusel liegt an der Landesstraße L 119 – der Kaiserstraße –  zwischen Limbach und Rohrbach und an der L 113 zwischen Lautzkirchen und Neunkirchen. Im Nachbarort Rohrbach gibt es einen Anschluss an die Autobahn A 6, im Nachbarort Limbach an die A 8.

### Nahverkehr
Kirkel-Neuhäusel hat einen eigenen Bahnhof, den Bahnhof Kirkel. Dieser wurde an der Bahnstrecke Mannheim–Saarbrücken am 1. Januar 1904 eröffnet und 2007 zum Haltepunkt umgewidmet. Über den Bahnhof werden mittels der Regionalbahnen der Linie RB71 und der Regionalexpress-Zügen der Linie RE1 die Mittelzentren Homburg und St. Ingbert sowie die Landeshauptstadt Saarbrücken erschlossen. Die Fahrkartenausgabe erfolgt durch Automaten.
Rund 100 Meter vom Bahnhof entfernt befindet sich eine Bushaltestelle. An dieser hält die Linie 547 der Bliestalverkehr, welche Kirkel mit St. Ingbert, Neunkirchen und Blieskastel verbindet. 

## Sehenswürdigkeiten
- Burg Kirkel mit Burgsommer
- Heimatmuseum

## Naturschutzgebiete

### Kirkeler Bachtal
Das Kirkeler Bachtal (Kirkeler Tal) zwischen Kirkel und Lautzkirchen wurde mit Verordnung vom 12. September 1986 unter Schutz gestellt. Als Schutzzweck wird

„die Erhaltung und Förderung eines für den Naturraum „Saarbrücker - Kirkeler Wald“ typischen Bachtals mit seltenen Pflanzen- und Tiergesellschaften. Insbesondere sollen die Lebensgemeinschaften nährstoffarmer Standorte geschützt und gesichert werden.“

 genannt.

### Neuhäuseler Arm
Der Neuhäuseler Arm folgt dem Kirkeler Bach mit Feuchtwiesen und Gewässer-Verlandungszonen.

### Taubental
Das Naturschutzgebiet Taubental liegt unter anderem auch auf dem Gebiet der Gemeinde Kirkel, erstreckt sich jedoch bis in das Gebiet der Stadt Blieskastel und der Stadt Homburg.

## Einrichtungen
- Naturfreibad
- Grundschule Kirkel-Neuhäusel
- Burghalle

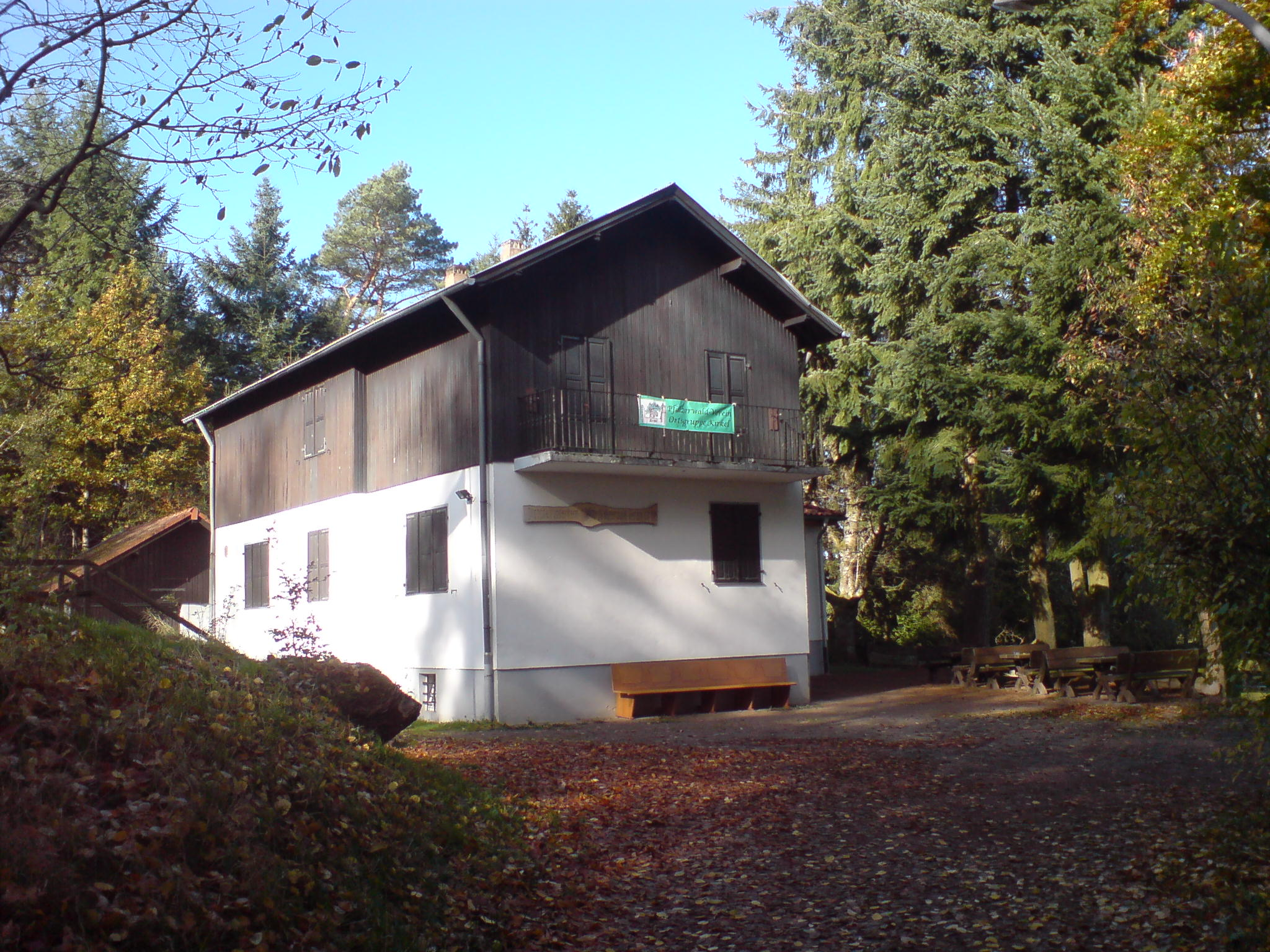
Pfälzerwald-Haus Kirkel

- Gemeinsame Bücherei der Pfarrei St. Josef und der Gemeinde Kirkel
- Campingplatz: Caravanplatz Mühlenweiher
- Pfälzerwald-Haus des Pfälzerwald-Vereins
- Am östlichen Ortsrand steht am Waldrand das Naturfreunde-Haus. Seine wechselhafte Geschichte wurde 2012 in einer Ausstellung dokumentiert.[19]
- Das Bildungszentrum Kirkel der Arbeitskammer des Saarlandes wurde 1956 eingeweiht, dient als Tagungs- und Konferenzzentrum und schult jährlich etwa 20.000 saarländische Arbeitnehmer.